# 妙音院 (館山市)
妙音院（みょうおんいん）は千葉県館山市にある高野山真言宗の寺院。天正7年（1579年）創建、里見氏の祈願寺。安房里見氏から161石余の寺領が与えられ、その後、徳川家からも75石余の朱印地が与えられていた。源頼朝の三男貞曉法印が開いた高野山の寺院妙音院の安房国別院で高野山金剛峯寺の直轄寺院。境内裏山には明治28年（1895年）に弘法大師の夢のお告げを見た尼僧により開かれた安房高野山八十八か所があり、88体の大師像をめぐるミニ巡礼が行える。